# Tolmerus mongolicus
Tolmerus mongolicus is een vliegensoort uit de familie van de roofvliegen (Asilidae). De wetenschappelijke naam van de soort is voor het eerst geldig gepubliceerd in 1966 door Moucha & Hradský.